# I Like the Way She Do It
«I Like the Way She Do It» — перший сингл американського реп-гурту G-Unit з другого студійного альбому T·O·S (Terminate on Sight). Young Buck зазначено як запрошеного гостя, оскільки на той час він уже не був учасником колективу. Наклад окремку становить 350 тис. проданих копій.

## Відеокліп
Прем'єра відбулась 12 травня 2008 на «Access Granted» телеканалу ВЕТ. Оскільки Young Buck покинув G-Unit, його куплет видалили з відеоверсії, він також не взяв участі у зйомках. Наприкінці «I Like the Way She Do It» показано початок кліпу «Rider Pt. 2».

## Цензура
У версії пісні, використаній у кліпі, зацензуровано половину треку, зокрема приспів («back into it», «drop it low», «ass drop»). У звичайній чистій версії зацензуровано лише слово «ass» у приспіві, разом з іншою лайкою. Інші вирізані слова в першому варіанті: «freak», «rough», «switch [positions]», «hit it», «neck it», «come up». У деяких чистих версіях також зацензуровано слово «retarded», коли 50 Cent говорить, що він має «retarded money».

## Список пісень
| № | Назва                                       | Тривалість |
| - | ------------------------------------------- | ---------- |
| 1 | «I Like the Way She Do It (super clean)»    | 3:58       |
| 2 | «I Like the Way She Do It (clean)»          | 3:58       |
| 3 | «I Like the Way She Do It (instrumental)»   | 3:58       |
| 4 | «I Like the Way She Do It (clean acapella)» | 3:41       |
| 5 | «I Like the Way She Do It (dirty)»          | 3:56       |

## Чартові позиції
| Чарт (2008)              | Найвища позиція |
| ------------------------ | --------------- |
| US Billboard Hot 100     | 95              |
| US Hot Rap Tracks        | 23              |
| US Hot R&B/Hip-Hop Songs | 54              |